# Ratchet & Clank: Armados hasta los dientes
Ratchet & Clank: Armados hasta los dientes (título original: Ratchet & Clank Future: Tools of Destruction) es un videojuego de acción-aventura de disparos en tercera persona y plataformas desarrollado por Insomniac Games y publicado por Sony Computer Entertainment para la PlayStation 3. Es la quinta entrega principal de la serie Ratchet & Clank, después del spin-off Ratchet & Clank: Size Matters. El juego fue lanzado el 23 de octubre de 2007 en América del Norte y el 9 de noviembre de 2007 en Europa. Es la primera entrega de PlayStation 3 de la franquicia Ratchet & Clank, así como la primera entrega de la saga Future. También fue uno de los primeros juegos de PlayStation 3 en soportar DualShock 3 rumble sin ningún accesorio.
Tools of Destruction recibió elogios de la crítica tras su lanzamiento con elogios por el atractivo juego y los gráficos impresionantes del juego, pero críticas por sus problemas técnicos. El juego fue nominado a varios premios de publicaciones de juegos y fue considerado un éxito comercial.

## Historia
El ejército del emperador Percival Tachyon que gobierna toda la galaxia Polaris ataca la ciudad de Metrópolis, donde Ratchet y Clank viven, para matar a Ratchet, ya que el objetivo de Tachyon es eliminar hasta el último Lombax de la Galaxia Polaris y así descubrir "El Secreto Lombax" que es el arma utilizada para evaporar a los cragmitas.
En esta aventura conoceremos nuevos amigos de Ratchet como Talwyn Apogee, Cronk, Zephyr, el Contrabandista y los Zoni (extraños robots que solo Clank podrá ver).

## Trama
En medio del trabajo de una aeromoto en el planeta Kerwan en Metrópolis, Ratchet y Clank recibe una llamada desesperada de ayuda del Capitán Qwark. Descubren que un gran ejército de comandos robóticos ha lanzado un asalto a gran escala en la ciudad capital, liderados por el emperador Percival Tachyon, príncipe heredero de los Cragmites. Tachyon revela que Ratchet es el último Lombax en la galaxia y quiere matarlo porque Tachyon es impulsado por el odio hacia los Lombax. Superados en número, Ratchet y Clank huyen. Los dos deciden que deben aprender más sobre Tachyon y empezar a buscar en la galaxia Polaris para poder obtener respuestas. Durante su investigación, Clank es visitado por pequeños robots llamados Zonis que sólo él puede ver. Los Zonis ayudan a Clank y les dice que él es especial, y que debe ayudar a Ratchet tomar una decisión difícil en su aventura. El dúo también tiene la ayuda de Talwyn Apogee, la hija de Max Apogee, un famoso explorador que coleccionaba objetos de la cultura Lombax antes de desaparecer misteriosamente.
A medida que viajan de planeta en planeta , aprenden de los aliados Talwin Apogee, Cronk y Zephyr que durante la Gran Guerra de hace mucho tiempo ayudaron a los Lombax quienes habían desaparecido a todos los Cragmites , y fueron considerados héroes del universo. Ratchet con el paso del tiempo descubre como los Lombax fueron responsables de la desaparición de los Cragmites, además descubre acerca de su raza, y que se había dado a conocer el secreto de los Lombax. Por otro lado Ratchet se entera de su planeta natal es abandonado, el planeta Fastoon , y va allí para aprender del secreto de los Lombax que es llamado "Dimensionador", un casco que es capaz de abrir agujeros de gusano a otras dimensiones. Los Lombax habían utilizado el Dimensionador para desterrar a todos los Cragmites a una dimensión alternativa, a excepción de uno. El antagonista Tachyon se encontró como un huevo después de la Gran Guerra y fue criado por los Lombax (según lo reveló por la supercomputadora Iris que estaba en el mismo planeta en el cual Tachyon también estaba). Después de aprender lo que los Lombax habían hecho a su especie y despreciando el hecho de que se habían apiadado de él, lanzó un ataque total contra Fastoon. Los Lombax se dieron cuenta de que la mejor solución era lanzarse a otra dimensión con el Dimensionador, tratando de engañar a Tachyon que los había destruido a todos. Sin embargo, dos se quedaron atrás: el Guardián del Dimensionador y su hijo. Tachyon revela que él terminó matando al Guardián, pero no pudo matar a su hijo porque fue enviado a la galaxia Solana el cual se revela que es Ratchet.
Tachyon tiene previsto utilizar el Dimensionador para traer de vuelta los Cragmites del destierro, Cuando Tachyon se apoderó del Dimensionador, y tras soltar a su ejército de cragmites por la galaxia, fue a Fastoon para destruirlo y llevar a cabo su temida venganza. Al llegar Ratchet, Clank, Talwyn, Zephyr y Cronk a Fastoon, iban a detenerlo, pero se encontraron con una férrea resistencia, creando una resistencia enorme para ellos. Cuando Ratchet y Clank llegaron a la Corte de Azimuth, Tachyon le contó a Ratchet que mató a su padre y que había buscado a él durante mucho tiempo, hasta que se enteró de que su padre lo envió a la galaxia Solana. También mostró a Ratchet la cobardía de su raza, enseñándole con el Dimensionador como huir a otra dimensión para salvarse. Entonces, dio a elegir a Ratchet, entre quedarse en su dimensión y morir a manos de Tachyon, o ir con su especie, a lo que Ratchet eligió enfrentarse al Emperador. Tras luchar en la Corte, a Tachyon se le averió el Dimensionador, creando un agujero de gusano que lo llevó a él a otra dimensión, pero a Ratchet y a Clank con él terminando allí su batalla. Después de que Tachyon fuese vencido, aseguró que sabía quién era Ratchet, su historia, y su propósito en el universo, pero aun así fue absorbido por un agujero negro. Tras su victoria, Clank le dio a Ratchet una tuerca para reparar el Dimensionador y volver a su dimensión.
Durante la celebración en la Estación espacial Apogee, en la que estaban presentes todos los personajes principales del juego, Ratchet y Clank hablan sobre lo que dijo Tachyon, sobre su padre, y su objetivo en el universo, a lo que Clank le responde que ya consiguió su objetivo, destruir a Tachyon y honrar a su raza.
Entre tanto, aparece un agujero de gusano del que salen los Zoni, que habían estado ayudando a Clank durante su aventura con Ratchet; lo cogen, y se lo llevan dejando a Ratchet solo.

## Jugabilidad
Armados hasta los dientes conserva gran parte de la jugabilidad básica que se encuentra en los juegos de Ratchet & Clank anteriores, siendo un juego principalmente shooter - plataformas . La mayor parte del tiempo uno maneja a Ratchet, con algunas secciones usando Clank, a medida que exploran diversos mundos para completar las misiones, con la ayuda del omniwrench y otras armas exóticas adquiridas durante el curso del juego. A veces, Ratchet puede entrar en caída libre , o con un ascenso a Clank, será capaz de volar; durante estos períodos, el jugador utiliza la funcionalidad de inclinación del SIXAXIS tratando de maniobrar a Ratchet. Las capacidades de detección de inclinación del SIXAXIS también se utilizan para controlar algunas armas y artilugios, como dirigir la trayectoria de un mini- tornado disparado desde el Tornado Launcher, cortando paredes abiertas con el Geo-láser, o la dirección de una bola de metal para anular los circuitos con el Decryptor. 
A veces, el jugador controlará Clank en un modo similar a los juegos anteriores, el uso de seres de energía pura llamada Zoni para combatir enemigos, eliminar los residuos o reconstruir puentes, y para los dispositivos de poder en los niveles. Clank posee la capacidad de hacer que el tiempo transcurra lento y durante estas secciones, por ejemplo, para evitar que una puerta de cierre rápido, y también levitar.
Además de las armas hay objetos conocidos como "dispositivos". Mientras que se seleccionan y utilizan similar a las armas, que pueden o no pueden dañar directamente enemigos sino que proporcionan un efecto beneficioso para el jugador. El "Groovitron", por ejemplo, es una bola de discoteca que hace que todos los enemigos a bailar por un breve tiempo, lo que permite al jugador para tratar con ellos si estás distraído. La capacidad de carga de este tipo de dispositivos son en general muy baja (2 o 3 unidades para cada uno). Los proveedores de dispositivos, además de los vendedores de armas se pueden encontrar en el juego, y la munición de los dispositivos se pueden encontrar en cofres Raritanium, aunque por lo general son difíciles de encontrar o colocados en lugares ocultos.
Las armaduras se puede comprar a un vendedor en ciertos planetas. Cada actualización de la armadura reduce la cantidad de daño que el jugador toma de las armas enemigas. Cada actualización armadura cuesta una gran cantidad de tornillos. En el modo Challenge, un juego de bonificación de armadura está disponible-la Trillium Armor, diseñado por el Centro de Investigación Avanzada Lombax durante la Gran Guerra. La armadura final en "modo estándar" es la armadura Terraflux, usado por los asesinos Cragmite durante el mismo conflicto. Otro conjunto es la armadura Helios, diseñado por el Kerchu. Mientras que el Kerchu real desgaste sin armadura convencional, este traje hace tener cierto parecido con los vehículos armados con fuego utilizados por sus Pyroguards. La armadura final se nombró el Blackstar Armor. Lleva el nombre de Capitán Blackstar, quien es mencionado en Up Your Arsenal. En el "histórico" juego holovid "Botín está en el ojo del espectador", es nombrado como el líder de una banda de robots piratas fantasma que son vencidos por el Capitán Qwark , y habría sido el jefe al final del nivel. El traje se asemeja claramente a los piratas espaciales robóticas que aparecen durante armados hasta los dientes. Aunque incluso con armadura de salud se agota rápidamente y en cuestión de golpes. A diferencia de Ratchet y Clank: Going Commando su salud es una barra en vez de barras nano. A diferencia de los juegos anteriores con una barra de salud tiende a subir de nivel más rápido, pero no afecta enormemente la rapidez con que se muere, dependiendo del enemigo.
Más allá del modo de juego principal, armados hasta los dientes ofrece un escenario con varios desafíos, los cursos de "Gyro-cycle" que utilizan una bicicleta turbo-cargado, y on-rails de combate espacial. El Gyro-cycle es proporcionada por el contrabandista en Rykan V, quien menciona que él lo compró a un piloto Lombax. Después de vender el vehículo, se dice que la nave de Ratchet habían sido derribada por el emperador Tachyon después de la Batalla de Fastoon. 
Armados hasta los dientes es el primer juego donde Ratchet, Clank y otros personajes conversan entre sí con el diálogo lipsynced durante el juego de escenas cinemáticas. Asimismo, en varias escenas, Talwyn, Qwark, el contrabandista, Cronk y Zephyr tiene cualquier contacto con Ratchet por comunicador. En Sargasso (un planeta del juego), Zephyr proporciona la advertencia inicial de los Grunthor y menciona que una vez perdió una toma rotador a una de las bestias. en los personajes Capitán Slag y el comandante Drophyd también se puede escuchar en los niveles donde aparecen los Piratas Espaciales y las tropas imperiales, respectivamente. El capitán emite advertencias si Ratchet ha sido descubierto y anuncia eventos como después de la cena de entretenimiento y excursiones a la prisión Zordoom (para visitar a las madres de los piratas). Las tropas dirigidas por el comandante Drophyd para atacar Ratchet y mantiene pestañas en sus movimientos. Además, cuando se utiliza el "Holo-Pirate" para poder disfrazarnos en el cometa Kreeli y en la flota de la escoria en el Pasaje Ublik, Ratchet puede escuchar las conversaciones entre los Piratas Espaciales. Estas incluyen quejas sobre cómo Rusty Pete tiene varios beneficios de su cargo como primer oficial, mientras que los piratas regulares ni siquiera tienen seguro dental, los rumores acerca de las habilidades de Ratchet que están circulando entre los bucaneros, y un cierto grupo de piratas espaciales del Kreeli Comet puede ser escuchado hablar de ellos se reunieron con un hermoso Cazare llamado Sasha mientras asaltan esta increíble nave estelar.

## Producción
El juego fue anunciado por primera vez en la Game Developers Conference 2006, donde se vio la demostración de tecnología de Ratchet & Clank de nueva generación para la PlayStation 3. Muchos mundos y nuevas armas fueron introducidas en el juego como en anteriores entregas de la serie. Es un juego de plataformas, Insomniac quería dejar que la serie fuera en su mayoría un juego de combate basado solo en armas como se había convertido en los juegos anteriores Up Your Arsenal y Deadlock. 
Según los informes, un total de 31 armas, gadgets y dispositivos de combate, más allá de 15 armas, 8 gadgets y 8 dispositivos a diferencia de Going Commando y Up Your Arsenal, el jugador no puede desbloquear las armas de los juegos anteriores que se utilizaba una tarjeta de memoria. 

## Cuestiones técnicas
Ratchet & Clank Future: Tools of Destruction tiene algunos problemas técnicos. 

### Fallo del HDD
Se encontró que algunos usuarios no podían cargar el juego porque había un mensaje diciendo que no había suficiente espacio libre para almacenar los datos del juego en el disco duro, sin tener en cuenta el espacio disponible. Una solución para este problema en el disco duro fue liberar el disco duro, lo que requiere que los usuarios eliminaran alrededor de 500 MB de contenido del el disco duro, después de lo cual el juego se cargue con normalidad.

### Problemas de sonido
Dependiendo de los ajustes de sonido de la PS3, el audio de vez en cuando puede ir fuera de sincronía con el modo de juego y / o escenas. Sin embargo, prácticamente se eliminan cuando se utilizaron sólo 2 canales de salida de audio selecciones de la PS3 y guardar el juego una vez que vuelva a cargar la última vez que ahorras.

## Recepción
El juego fue recibido con aclamación casi universal. En Metacritic ha recibido un marcador global de 89 en 70 comentarios, dando al juego un ranking de las "críticas generalmente favorables", MobyGames , se ha recibido una puntuación global de 89 sobre 100.
IGN , que dio al juego un 9,4 sobre 10, dijo: "No sólo ha suplantado Going Commando como el mejor título de la franquicia, también es el mejor juego de cualquier serie en la PlayStation 3 hasta la fecha - y eso es decir mucho cuando te enfrentas a , Ninja Gaiden , Warhawk y muy propio esfuerzo anterior de Insomniac, Resistance: Fall of Man. ". También el podcast semanal PS3 IGN, lo llamaron el mejor juego de vídeo que han jugado en cualquier plataforma en 2007. GamerNode, quien le dio al juego 9,5 sobre 10, dijo: "En Tools of Destruction, Insomniac está de vuelta haciendo lo que mejor saben hacer, y lo hacen mejor que nunca, esta es la mejor aventura de Ratchet & Clank hasta la fecha, y en este momento el mejor juego de la PS3 tiene para ofrecer. Cheat Code Central de dio al juego 5.5 en todos los ámbitos diciendo que es uno de los mejores juegos de todos los tiempos. X-Play le dio 5.5 con su propio episodio personal. NTSC-uk dijo: "... nunca deja de ser nada menos que muy divertido de jugar y enormemente atractivo".

## Personajes
- Ratchet: Ahora vive en Metrópolis (Planeta Kerwan) donde es atacado por el ejército robótico del Emperador Tachyon, aquí descubre que no viene de Veldin sino de un planeta de la galaxia Polaris llamado Fastoon, llega a Veldin porque su padre lo envió a la galaxia Solana para protegerlo de Tachyon.
- Clank: Vive junto a Ratchet en Metrópolis, ahora consigue ver a unas extrañas criaturas que pueden manipular y viajar en el tiempo a placer, éstos le concedieron la habilidad de ralentizar el tiempo y la levitación (solo puede usarse cuando hay un Zoni presente).
- Capitán Qwark: (Se revela su verdadero nombre "Copérnico Qwark") Es secuestrado por Tachyon, pero se pone de su parte para poder salvar la vida luego vuelve a unirse a Ratchet cuando los cragmitas vuelven a la vida.
- Talwyn Apogee: Es una nueva amiga de Ratchet, es la hija de Max Apogee, desapareció hace tiempo pero ella asegura que sigue vivo, ayuda a Ratchet en la batalla contra Tachyon
- Kronk y Zephyr: Son dos antiguos robots de guerra que mantienen la seguridad de la Estación Apogee.
- El Contrabandista: Se encuentra por primera vez en el planeta Cobalia.Junto con su loro se dedican a conseguir y vender objetos en toda la galaxia Polaris él construye objetos para Ratchet acambio de guitones y "ALMAS DE LEVIATAN" entre ellos están: Girociclo, TAUN IV y el Descriptador.
- Afelión: Es la nueva nave espacial de Ratchet, es una antigua nave de guerra que luchó contra Tachyon. Esta dotada de Inteligencia artificial.
- El Emperador Percival Tachyon: El último cragmita del universo, se ha hecho con el poder de toda la galaxia, quiere matar a Ratchet porque según él "constituye una amenaza para su especie"
- El Capitán Slag: Es el pirata más temido de Polaris siente un gran asco hacia los lombax, tanto que hasta puede olerlos.
- Rusty Pete: Es el perro faldero de Slag, pero se pone del lado de Ratchet cuando él derrota al capitán
- Los Zoni: Son unos pequeños robots que pueden viajar y manipular el tiempo a placer, al principio solo Clank consigue verlos, éstos le conceden diferentes accesorios entre ellos: Alas Robóticas y Geolaser.

## Objetos
- Guitones: La moneda intergaláctica indispensable para comprar armas, munición, pagar retos en la arena...
- Raritanio: Este mineral se consigue mayoritariamente en las batallas espaciales y en cofres piratas, es necesario para mejorar las características de las armas y comprar el MOLATRON DORADO.
- Rastreador: Se consigue después de derrotar al Capitán Slag, sirve para descubrir diferentes tesoros en los planetas.
- Guitones Dorados: Son útiles para compras ASPECTOS en el menú EXTRAS, al conseguirlos todos se consigue un punto de habilidad.
- Descriptador: Sirve para abrir y desbloquear puertas, te lo da el Contrabandista.
- Rompecajas: Permite romper cajas y conseguir guitones de un solo golpe en el suelo.
- Dimensionador: Es un arma usada por los lombax para enviar a los cragmitas a otra dimensión, es usado por Tachyon para traerlos de vuelta.

## Artilugios
- Balanceador: Sirve para cruzar trechos y grandes huecos enganchándose a los diferentes blancos.
- Gelanador: Normalmente está vacío, se recarga en algunas plantas de gel, dispara un cubo de gel con el que se puede dar grandes saltos e incluso atrapar enemigos en ellos.
- Disfraz Holo-Pirata: Te permite camuflarte entre la flota de Slag, por lo menos hasta que te descubran, es ideal para colarse en los barcos piratas bailando la "GIGA" delante de las puertas de seguridad.
- Geolaser: La antena de Clank dispara un rayo que puede atravesar paredes débiles, cortándolos con el láser.
- Helicápsulas: Son unas pequeñas hélices que pueden levantar diferentes objetos durante un tiempo.
- Megabotas: Son unos propulsores que sirven para avanzar más rápido por el mapa.
- Botas Gravitatorias:Son botas que pueden adherirse a diferentes metales y poder escalar.
- Alas Robóticas: Son dos alas metálicas que al despegar de sus plataformas se puede planear sobre el nivel.

## Dispositivos
- Molatron: Es una bola de discoteca que hipnotiza a los enemigos y los hace bailar durante un tiempo, en el MODO DESAFÍO se compra el MOLATRÓN DORADO cuya munición es ilimitada, éste puede usarse para el punto de habilidad "QUE TODO EL MUNDO BAILE"
- Fuentes de Muerte: Son unos muelles candentes que explotan en contacto con los enemigos.
- Transmorfador: Son pequeñas bombas que transforman a los enemigos en pingüinos, usando esto con 15 o más enemigos y el Molatrón se consigue un punto de habilidad,y también con el Visicóptero si disparas a uno de los pingüinos
- Visicóptero: Es una cápsula que libera un pequeño helicóptero que puede explorar el terreno, acabar con los enemigos a distancia y autodestruirse.
- Gas Cofluzador: Son unas bombas que al lanzarlas desprenden un alucinógeno que confunde a los enemigos y hace que peleen entre ellos.
- Bombas Lapa: Son unas bombas que al lanzarlas a un grupo de enemigos les quitan parte de la vida y te la dan a ti.
- Sr. Zurkon: Es un robot sintenoide que vuela detrás de Ratchet ayudándolo con los enemigos. También tiene tendencia a maldecirlos.

## Enemigos
- Drophidios: Son unos pequeños peces espaciales que poseen armaduras con tecnología Lombax robada por parte de Tachyon.él compró su lealtad con Raritanio.
- Piratas Espaciales: Son la flota del capitán Slag, odian también a los lombax.
- Kerchus: Son criaturas casi hermanas de los cragmitas, son muy territoriales y se deshacen de cualquiera que invada su territorio
- Criaturas del Planeta Sargasso: Son unas extrañas criaturas que atacan a exploradores despreocupados, los más grandes poseen ALMAS DE LEVIATÁN
- Leviatanes: Son criaturas espaciales que poseen un gran poder y sus almas valen millones en toda la galaxia.
- Cragmitas: Son los soldados más poderosos de Tachyon, que vuelven a la vida gracias al DIMENSIONADOR.

## Armas
- Granada de fusión: Es una bomba explosiva de última generación que está diseñada para explotar en el aire en vez de en la tierra.
- Hojas zumbadoras: Es una especie de pistola que dispara cuchillas que hieren y rebotan a alta velocidad contra los enemigos.
- Garras afiladas: Son unas cuchillas eléctricas que se ponen en las manos que infligen daño a los enemigos que están a su alcance.
- Negociador: Es un lanzamisiles muy potente. Cada misil crea una explosión capaz de dañar a los enemigos cercanos.
- Lanzatornados: Es un arma que lanza tornados que atrapan y barre a los enemigos como si fueran simples hojas. Los tornados se pueden manejar con el mando inalámbrico.
- TAUN IV: Es un arma secreta cuyos planos están escondidos en varios planetas. Es de largo alcance, y tiene mucha potencia. En el modo desafío, si lo tienes V5, lo puedes cambiar por el TAUN 4ever, al contrabandista a cambio de la cantidad adecuada de guitones...

## Secuela
Una secuela con temas principalmente de piratas es descargable titulado Ratchet & Clank Future: Quest for booty está en la PSN. Se basa después de los acontecimientos de armados hasta los dientes y es mucho más corto que su predecesor. Se lleva a cabo en el planeta Merdegraw, que está poblado principalmente por piratas y gente de la ciudad. Algunas de las armas que aparecieron en este juego regresan(inicialmente a V3). Si una persona tiene problemas con su conexión a Internet, el juego también puede ser comprado en un disco completo con un manual y caja, pero solo en Europa y también puede ser adquirido canjeando el código que viene al comprar Ratchet & Clank into the nexus.

## Curiosidades
Los créditos finales del juego, el primer texto que aparece es "En memoria de Dan Johnson", un animador de la compañía Insomniac Games que falleció por cáncer durante la creación del juego. Podemos desbloquear un aspecto de este animador en los juegos posteriores.
Se cita que muchos de los sonidos mecánicos como Gyro-cycle, los ascensores y las puertas son similares a los de Jak II y Jak 3 .
la voz de la computadora de Tachyon es de Susan Eisenberg , quien hace la voz de ordenador y Ashelin del barón en Jak II .